# Christian Suárez
Christian Andrés Suárez Valencia (ur. 2 listopada 1985 w Guayaquil) – ekwadorski piłkarz występujący na pozycji skrzydłowego, obecnie zawodnik Barcelony SC.

## Kariera klubowa
Suárez pochodzi z miasta Guayaquil i swoją karierę piłkarską rozpoczynał w lokalnym, półprofesjonalnym klubie Unión Española, występując równocześnie w reprezentacji prowincji Guayas. W późniejszym czasie przeniósł się do trzecioligowego CSCD Fedeguayas, gdzie spędził udane sześć miesięcy, a jego świetne występy zaowocowały transferem do grającego w pierwszej lidze Deportivo Azogues. Tam za kadencji szkoleniowca Carlosa Sevilli zadebiutował w ekwadorskiej Serie A zadebiutował 10 lutego 2007 w zremisowanym 1:1 spotkaniu z Imbaburą. Szybko został jednym z wyróżniających się zawodników w zespole i premierowego gola w najwyższej klasie rozgrywkowej strzelił 27 maja tego samego roku w wygranej 3:1 konfrontacji z Barceloną SC. Ogółem w barwach Azogues spędził rok, nie odnosząc jednak większych sukcesów.
Wiosną 2008 Suárez został zawodnikiem jednego z czołowych klubów w kraju – stołecznego LDU Quito, z którym w sezonie 2008 zdobył tytuł wicemistrzowski, triumfował w najbardziej prestiżowych rozgrywkach kontynentu – Copa Libertadores, a także zajął drugie miejsce na Klubowych Mistrzostwach Świata, przegrywając w finale z Manchesterem United (0:1). Mimo bycia częścią jednej z najlepszych drużyn w historii ekwadorskiej piłki pozostawał jednak wyłącznie rezerwowym w taktyce argentyńskiego trenera Edgardo Bauzy i już po upływie roku przeniósł się do niżej notowanej ekipy CD Olmedo z miasta Riobamba. Tam również spędził dwanaście miesięcy, tym razem będąc jednak kluczową postacią formacji ofensywnej, po czym przeszedł do stołecznego zespołu El Nacional. W jego barwach nie potrafił nawiązać do osiągnięć odnoszonych z LDU, lecz stworzył skuteczny duet atakujących z Marlonem de Jesúsem, będąc czołowym strzelcem ligi ekwadorskiej.
W styczniu 2011 Suárez wyjechał do Meksyku, podpisując umowę z tamtejszą drużyną Club Necaxa z siedzibą w Aguascalientes, walczącą o utrzymanie w lidze. W meksykańskiej Primera División zadebiutował 7 stycznia 2011 w przegranym 0:1 meczu z Jaguares, zaś premierowe gole strzelił 20 lutego tego samego roku w wygranym 3:2 pojedynku z Tolucą, dwukrotnie wpisując się na listę strzelców. Ogółem w tym zespole spędził pół roku, mając niepodważalne miejsce w wyjściowym składzie, lecz na koniec rozgrywek 2010/2011 spadł z Necaxą do drugiej ligi. Sam pozostał jednak na najwyższym szczeblu, bezpośrednio po relegacji za sumę półtora miliona dolarów przenosząc się do zespołu Santos Laguna z miasta Torreón. Tam również od razu został kluczowym piłkarzem drużyny i w jesiennym sezonie Apertura 2011 zdobył z nią wicemistrzostwo kraju, zaś pół roku później, podczas wiosennych rozgrywek Clausura 2012, wywalczył z ekipą prowadzoną przez szkoleniowca Benjamína Galindo tytuł mistrza Meksyku. W tym samym roku dotarł również do finału najważniejszych północnoamerykańskich międzynarodowych rozgrywek – Ligi Mistrzów CONCACAF.
Wiosną 2013 Suárez wraz ze swoim kolegą klubowym Danielem Ludueñą przeszedł do drużyny CF Pachuca; w zamian Santos Lagunę zasilili Mauro Cejas i Néstor Calderón. W jej barwach jako podstawowy zawodnik występował przez kolejne sześć miesięcy, jednak bez większych sukcesów i w lipcu 2014 powrócił do ojczyzny, udając się na półroczne wypożyczenie do krajowego giganta – zespołu Barcelona SC z siedzibą w jego rodzinnym Guayaquil. W sezonie 2014 osiągnął z nim drugie w swojej karierze wicemistrzostwo Ekwadoru, mając pewne miejsce w pierwszym składzie, po czym wrócił do Meksyku, gdzie na zasadzie wypożyczenia został graczem ekipy Club Atlas z miasta Guadalajara. Tam występował przez pół roku bez większych sukcesów, po czym został wypożyczony do beniaminka najwyższej klasy rozgrywkowej – Dorados de Sinaloa z miasta Culiacán, gdzie również spędził sześć miesięcy.
W styczniu 2016 Suárez powrócił do Barcelony SC.
| Sezon     | Klub               | Kraj    | Rozgrywki         | Mecze | Bramki |
| --------- | ------------------ | ------- | ----------------- | ----- | ------ |
| 2006      | CSCD Fedeguayas    | Ekwador | Segunda Categoría | 14    | 11     |
| 2007      | Deportivo Azogues  | Ekwador | Serie A           | 29    | 1      |
| 2008      | LDU Quito          | Ekwador | Serie A           | 18    | 1      |
| 2009      | CD Olmedo          | Ekwador | Serie A           | 30    | 10     |
| 2010      | El Nacional        | Ekwador | Serie A           | 38    | 12     |
| 2010/2011 | Club Necaxa        | Meksyk  | Liga MX           | 16    | 3      |
| 2011/2012 | Santos Laguna      | Meksyk  | Liga MX           | 43    | 9      |
| 2012/2013 | Santos Laguna      | Meksyk  | Liga MX           | 10    | 0      |
| 2012/2013 | CF Pachuca         | Meksyk  | Liga MX           | 16    | 2      |
| 2013/2014 | CF Pachuca         | Meksyk  | Liga MX           | 0     | 0      |
| 2014      | Barcelona SC       | Ekwador | Serie A           | 25    | 8      |
| 2014/2015 | Club Atlas         | Meksyk  | Liga MX           | 11    | 1      |
| 2015/2016 | Dorados de Sinaloa | Meksyk  | Liga MX           | 13    | 2      |
| 2016      | Barcelona SC       | Ekwador | Serie A           |       |        |

## Kariera reprezentacyjna
W seniorskiej reprezentacji Ekwadoru Suárez zadebiutował za kadencji kolumbijskiego selekcjonera Reinaldo Ruedy, 8 października 2010 w przegranym 0:1 meczu towarzyskim z Kolumbią. Premierową bramkę w kadrze narodowej strzelił natomiast 10 sierpnia 2011 w wygranym 2:0 sparingu z Kostaryką. Występował w udanych dla jego drużyny eliminacjach do Mistrzostw Świata 2014, podczas których rozegrał jednak tylko trzy z osiemnastu możliwych spotkań i nie znalazł się w kadrze na mundial.